# Elezioni comunali in Piemonte del 2011
Il 15 e 16 maggio 2011 (con ballottaggio il 29 e 30 maggio) in Piemonte si tennero le elezioni per il rinnovo di numerosi consigli comunali. 

## Riepilogo Sindaci Eletti
| Provincia            | Comune      | Sindaco uscente | Sindaco uscente        | Sindaco eletto | Sindaco eletto          | Primo turno | Primo turno        | Secondo turno | Secondo turno | Seggi   |   |   |         |
| -------------------- | ----------- | --------------- | ---------------------- | -------------- | ----------------------- | ----------- | ------------------ | ------------- | ------------- | ------- | - | - | ------- |
| Provincia            | Comune      | Torino          | Torino                 |                | Sergio Chiamparino (PD) |             | Piero Fassino (PD) | 255.242       | 56,66         | Seggi   | _ | _ | 24 / 40 |
| Alpignano            |             | Torino          | Sergio Andreotti (PD)  |                | Gianni Da Ronco (SEL)   | 1.447       | 15,39              | 3.389         | 53,20         | 10 / 16 |   |   |         |
| Carmagnola           |             | Torino          | Gian Luigi Surra (PdL) |                | Silvia Testa (PD)       | 7.432       | 47,14              | 9.209         | 71,27         | 10 / 16 |   |   |         |
| Chivasso             |             | Torino          | Bruno Matola (PdL)     |                | Gianni De Mori (PD)     | 5.803       | 38,35              | 7.001         | 51,13         | 9 / 16  |   |   |         |
| Cirié                |             | Torino          | Francesco Brizio (PD)  |                | Francesco Brizio (PD)   | 5.971       | 57,15              | _             | _             | 11 / 16 |   |   |         |
| Pinerolo             |             | Torino          | Paolo Covato (PD)      |                | Eugenio Buttiero (PD)   | 6.808       | 34,73              | 9.770         | 62,02         | 14 / 24 |   |   |         |
| San Mauro Torinese   |             | Torino          | Giacomo Coggiola (PdL) |                | Ugo Dallolio (PD)       | 2.670       | 23,51              | 5.002         | 55,15         | 10 / 16 |   |   |         |
| Novara               | Novara      |                 | Massimo Giordano (LN)  |                | Andrea Ballarè (PD)     | 16.658      | 31,20              | 24.516        | 52,91         | 19 / 32 |   |   |         |
| Novara               | Trecate     |                 | Enzio Zanotti (PdL)    |                | Enrico Ruggerone (PD)   | 3.607       | 35,71              | 4.572         | 53,20         | 10 / 16 |   |   |         |
| Verbano-Cusio-Ossola | Domodossola |                 | Michele Marinello (LN) |                | Mariano Cattrini (PD)   | 3.731       | 35,65              | 4.860         | 54,57         | 10 / 16 |   |   |         |

## Torino

### Torino
|                                     | Piero Fassino ✔️ Sindaco | 255 242              | 56,66 | Partito Democratico                  | 138 103 | 34,50 | 16 |  |  |
| Moderati                            | Piero Fassino ✔️ Sindaco | 255 242              | 56,66 | 36 267                               | 9,06    | 4     |    |  |  |
| Sinistra Ecologia Libertà           | Piero Fassino ✔️ Sindaco | 255 242              | 56,66 | 22 647                               | 5,66    | 2     |    |  |  |
| Italia dei Valori                   | Piero Fassino ✔️ Sindaco | 255 242              | 56,66 | 19 055                               | 4,76    | 2     |    |  |  |
| Consumatori per Fassino             | Piero Fassino ✔️ Sindaco | 255 242              | 56,66 | 4 522                                | 1,13    | –     |    |  |  |
| Pensionati e Invalidi               | Piero Fassino ✔️ Sindaco | 255 242              | 56,66 | 3 557                                | 0,89    | –     |    |  |  |
| Piemont Europa Ecologia             | Piero Fassino ✔️ Sindaco | 255 242              | 56,66 | 1 099                                | 0,27    | –     |    |  |  |
| Torino Laica Socialista Libertaria  | Piero Fassino ✔️ Sindaco | 255 242              | 56,66 | 897                                  | 0,22    | –     |    |  |  |
|                                     | Michele Coppola          | 122 982              | 27,30 | Il Popolo della Libertà              | 73 197  | 18,29 | 7  |  |  |
| Lega Nord                           | Michele Coppola          | 122 982              | 27,30 | 27 451                               | 6,86    | 3     |    |  |  |
| La Destra                           | Michele Coppola          | 122 982              | 27,30 | 2 396                                | 0,60    | –     |    |  |  |
| Partito Pensionati                  | Michele Coppola          | 122 982              | 27,30 | 1 868                                | 0,47    | –     |    |  |  |
| Alleanza di Centro                  | Michele Coppola          | 122 982              | 27,30 | 740                                  | 0,18    | –     |    |  |  |
| Ambientalisti del Sì                | Michele Coppola          | 122 982              | 27,30 | 652                                  | 0,16    | –     |    |  |  |
| I Popolari di Italia Domani         | Michele Coppola          | 122 982              | 27,30 | 577                                  | 0,14    | –     |    |  |  |
| Insieme per Torino                  | Michele Coppola          | 122 982              | 27,30 | 558                                  | 0,14    | –     |    |  |  |
| Seggio di coalizione                | Seggio di coalizione     | Seggio di coalizione | 27,30 | 1                                    |         |       |    |  |  |
|                                     | Vittorio Bertola         | 22 403               | 4,97  | Movimento 5 Stelle                   | 21 078  | 5,27  | 1  |  |  |
| Seggio di coalizione                | Seggio di coalizione     | Seggio di coalizione | 4,97  | 1                                    |         |       |    |  |  |
|                                     | Alberto Musy             | 21 896               | 4,86  | Unione di Centro                     | 9 659   | 2,41  | 1  |  |  |
| Futuro e Libertà                    | Alberto Musy             | 21 896               | 4,86  | 5 627                                | 1,41    | –     |    |  |  |
| Alleanza per la Città               | Alberto Musy             | 21 896               | 4,86  | 3 113                                | 0,78    | –     |    |  |  |
| Lista Cosima Coppola                | Alberto Musy             | 21 896               | 4,86  | 1 417                                | 0,35    | –     |    |  |  |
| Socialisti Uniti - PSI              | Alberto Musy             | 21 896               | 4,86  | 432                                  | 0,11    | –     |    |  |  |
| PLI - PSDI                          | Alberto Musy             | 21 896               | 4,86  | 407                                  | 0,10    | –     |    |  |  |
| Seggio di coalizione                | Seggio di coalizione     | Seggio di coalizione | 4,86  | 1                                    |         |       |    |  |  |
|                                     | Domenico Coppola         | 16 089               | 3,57  | Domenico Coppola Sindaco             | 6 647   | 1,66  | –  |  |  |
| Lista del Grillo Parlante - No Euro | Domenico Coppola         | 16 089               | 3,57  | 4 033                                | 1,01    | –     |    |  |  |
| Lega Padana Piemont                 | Domenico Coppola         | 16 089               | 3,57  | 1 482                                | 0,37    | –     |    |  |  |
| Dipendenti Pensionati e Disoccupati | Domenico Coppola         | 16 089               | 3,57  | 1 087                                | 0,27    | –     |    |  |  |
| Forza Toro                          | Domenico Coppola         | 16 089               | 3,57  | 837                                  | 0,21    | –     |    |  |  |
| Forza Nuova                         | Domenico Coppola         | 16 089               | 3,57  | 431                                  | 0,11    | –     |    |  |  |
| Seggio di coalizione                | Seggio di coalizione     | Seggio di coalizione | 3,57  | 1                                    |         |       |    |  |  |
|                                     | Iuri Gilberto Bossuto    | 6 755                | 1,50  | Federazione della Sinistra           | 4 614   | 1,15  | –  |  |  |
| Sinistra Critica                    | Iuri Gilberto Bossuto    | 6 755                | 1,50  | 1 516                                | 0,38    | –     |    |  |  |
|                                     | Giacinto Marra           | 1 686                | 0,37  | Azzurri Italiani                     | 1 493   | 0,37  | –  |  |  |
|                                     | Rossana Becarelli        | 1 534                | 0,34  | Coscienza Comune                     | 1 210   | 0,30  | –  |  |  |
|                                     | Daniele Giovanni Debetto | 688                  | 0,15  | Partito Comunista dei Lavoratori     | 611     | 0,15  | –  |  |  |
|                                     | Nicola Cassano           | 613                  | 0,14  | Cittadini Non Sudditi                | 540     | 0,13  | –  |  |  |
|                                     | Lorenzo Varaldo          | 321                  | 0,07  | No-UE                                | 243     | 0,06  | –  |  |  |
|                                     | Giorgio Portis           | 265                  | 0,06  | Federazione dei Movimenti per Torino | 194     | 0,05  | –  |  |  |
| Totale                              | Totale                   | 450 474              | 100   |                                      | 400 257 | 100   | 40 |  |  |
|                                     |                          |                      |       |                                      |         |       |    |  |  |
| Fonte: Ministero dell'interno       |                          |                      |       |                                      |         |       |    |  |  |

### Alpignano
| Candidati                     | Candidati                  | II turno              | II turno              | I turno | I turno | Liste                        | Voti  | %     | Seggi |
| Candidati                     | Candidati                  | Voti                  | %                     | Voti    | %       | Liste                        | Voti  | %     | Seggi |
| ----------------------------- | -------------------------- | --------------------- | --------------------- | ------- | ------- | ---------------------------- | ----- | ----- | ----- |
|                               | Gianni Da Ronco ✔️ Sindaco | 3 389                 | 53,20                 | 1 447   | 15,39   | Sinistra Ecologia Libertà    | 717   | 8,85  | 7     |
| Alpignano Democratica         | Gianni Da Ronco ✔️ Sindaco | 3 389                 | 53,20                 | 1 447   | 15,39   | 344                          | 4,24  | 3     |       |
|                               | Davide Arduino             | 2 981                 | 46,80                 | 3 056   | 32,49   | Partito Democratico          | 1 856 | 22,90 | 3     |
| Italia dei Valori             | Davide Arduino             | 2 981                 | 46,80                 | 3 056   | 32,49   | 525                          | 6,48  | –     |       |
| Democrazia e Solidarietà      | Davide Arduino             | 2 981                 | 46,80                 | 3 056   | 32,49   | 379                          | 4,68  | –     |       |
| Partito Socialista Italiano   | Davide Arduino             | 2 981                 | 46,80                 | 3 056   | 32,49   | 95                           | 1,17  | –     |       |
| Seggio di coalizione          | Seggio di coalizione       | Seggio di coalizione  | 46,80                 | 3 056   | 32,49   | 1                            |       |       |       |
|                               | Tamara Del Bel Belluz      | Tamara Del Bel Belluz | Tamara Del Bel Belluz | 1 226   | 13,04   | Alpignano Sicura             | 1 105 | 13,63 | –     |
| Seggio di coalizione          | Seggio di coalizione       | Seggio di coalizione  | Tamara Del Bel Belluz | 1 226   | 13,04   | 1                            |       |       |       |
|                               | Massimo Siesto             | Massimo Siesto        | Massimo Siesto        | 1 172   | 12,46   | Il Popolo della Libertà      | 1 039 | 12,82 | –     |
| Seggio di coalizione          | Seggio di coalizione       | Seggio di coalizione  | Massimo Siesto        | 1 172   | 12,46   | 1                            |       |       |       |
|                               | Michele Santarella         | Michele Santarella    | Michele Santarella    | 786     | 8,36    | Movimento 5 Stelle           | 680   | 8,39  | –     |
|                               | Francesco Bontà            | Francesco Bontà       | Francesco Bontà       | 647     | 6,88    | Più Forza Alpignano          | 230   | 2,84  | –     |
| Per Alpignano                 | Francesco Bontà            | Francesco Bontà       | Francesco Bontà       | 647     | 6,88    | 209                          | 2,58  | –     |       |
|                               | Natalino Gheller           | Natalino Gheller      | Natalino Gheller      | 542     | 5,76    | Lega Nord                    | 448   | 5,53  | –     |
|                               | Giovanna Ferraiuolo        | Giovanna Ferraiuolo   | Giovanna Ferraiuolo   | 275     | 2,92    | Insieme per Cambiare         | 241   | 2,97  | –     |
|                               | Tiziano Moro               | Tiziano Moro          | Tiziano Moro          | 142     | 1,51    | Alpignano Sostenibile        | 146   | 1,80  | –     |
|                               | Raffaele Cavallo           | Raffaele Cavallo      | Raffaele Cavallo      | 112     | 1,19    | Del Buon Senso per Alpignano | 91    | 1,12  | –     |
| Totale                        | Totale                     | 6 370                 | 100                   | 9 405   | 100     |                              | 8 105 | 100   | 16    |
|                               |                            |                       |                       |         |         |                              |       |       |       |
| Fonte: Ministero dell'interno |                            |                       |                       |         |         |                              |       |       |       |

### Carmagnola
| Candidati                     | Candidati                | II turno                 | II turno                 | I turno | I turno | Liste                   | Voti   | %     | Seggi |
| Candidati                     | Candidati                | Voti                     | %                        | Voti    | %       | Liste                   | Voti   | %     | Seggi |
| ----------------------------- | ------------------------ | ------------------------ | ------------------------ | ------- | ------- | ----------------------- | ------ | ----- | ----- |
|                               | Silvia Testa             | 9 209                    | 71,27                    | 7 432   | 47,14   | Cambiare Si Può         | 2 086  | 15,12 | 4     |
| Partito Democratico           | Silvia Testa             | 9 209                    | 71,27                    | 7 432   | 47,14   | 1 540                   | 11,17  | 3     |       |
| Vivere Carmagnola             | Silvia Testa             | 9 209                    | 71,27                    | 7 432   | 47,14   | 995                     | 7,21   | 2     |       |
| Italia dei Valori             | Silvia Testa             | 9 209                    | 71,27                    | 7 432   | 47,14   | 578                     | 4,19   | 1     |       |
| Sinistra Ecologia Libertà     | Silvia Testa             | 9 209                    | 71,27                    | 7 432   | 47,14   | 415                     | 3,01   | –     |       |
| Federazione della Sinistra    | Silvia Testa             | 9 209                    | 71,27                    | 7 432   | 47,14   | 413                     | 2,99   | –     |       |
| Moderati                      | Silvia Testa             | 9 209                    | 71,27                    | 7 432   | 47,14   | 229                     | 1,66   | –     |       |
|                               | Alessandro Salamone      | 3 713                    | 28,73                    | 3 359   | 21,31   | Il Popolo della Libertà | 1 950  | 14,14 | 2     |
| Unione di Centro              | Alessandro Salamone      | 3 713                    | 28,73                    | 3 359   | 21,31   | 533                     | 3,86   | –     |       |
| Uniti per Carmagnola          | Alessandro Salamone      | 3 713                    | 28,73                    | 3 359   | 21,31   | 303                     | 2,20   | –     |       |
| Popolari Italiani Europei     | Alessandro Salamone      | 3 713                    | 28,73                    | 3 359   | 21,31   | 272                     | 1,97   | –     |       |
| Unione Pensionati             | Alessandro Salamone      | 3 713                    | 28,73                    | 3 359   | 21,31   | 91                      | 0,66   | –     |       |
| Seggio di coalizione          | Seggio di coalizione     | Seggio di coalizione     | 28,73                    | 3 359   | 21,31   | 1                       |        |       |       |
|                               | Massimiliano Pampaloni   | Massimiliano Pampaloni   | Massimiliano Pampaloni   | 3 174   | 20,13   | Lega Nord               | 1 495  | 10,84 | 1     |
| Forza Carmagnola              | Massimiliano Pampaloni   | Massimiliano Pampaloni   | Massimiliano Pampaloni   | 3 174   | 20,13   | 946                     | 6,86   | –     |       |
| Fiamma Tricolore              | Massimiliano Pampaloni   | Massimiliano Pampaloni   | Massimiliano Pampaloni   | 3 174   | 20,13   | 161                     | 1,17   | –     |       |
| Cresciamo con Carmagnola      | Massimiliano Pampaloni   | Massimiliano Pampaloni   | Massimiliano Pampaloni   | 3 174   | 20,13   | 152                     | 1,10   | –     |       |
| Futuro e Libertà              | Massimiliano Pampaloni   | Massimiliano Pampaloni   | Massimiliano Pampaloni   | 3 174   | 20,13   | 95                      | 0,69   | –     |       |
| Democrazia Cristiana          | Massimiliano Pampaloni   | Massimiliano Pampaloni   | Massimiliano Pampaloni   | 3 174   | 20,13   | 47                      | 0,34   | –     |       |
| Seggio di coalizione          | Seggio di coalizione     | Seggio di coalizione     | Massimiliano Pampaloni   | 3 174   | 20,13   | 1                       |        |       |       |
|                               | Alberto Tuninetti        | Alberto Tuninetti        | Alberto Tuninetti        | 1 379   | 8,75    | Movimento 5 Stelle      | 1 148  | 8,32  | –     |
| Seggio di coalizione          | Seggio di coalizione     | Seggio di coalizione     | Alberto Tuninetti        | 1 379   | 8,75    | 1                       |        |       |       |
|                               | Mario Marcello Scaglione | Mario Marcello Scaglione | Mario Marcello Scaglione | 422     | 2,68    | La Destra (A)           | 344    | 2,49  | –     |
| Totale                        | Totale                   | 12 922                   | 100                      | 15 766  | 100     |                         | 13 793 | 100   | 16    |
|                               |                          |                          |                          |         |         |                         |        |       |       |
| Fonte: Ministero dell'interno |                          |                          |                          |         |         |                         |        |       |       |

### Chivasso
| Candidati                     | Candidati                 | II turno             | II turno           | I turno | I turno | Liste                   | Voti   | %     | Seggi |
| Candidati                     | Candidati                 | Voti                 | %                  | Voti    | %       | Liste                   | Voti   | %     | Seggi |
| ----------------------------- | ------------------------- | -------------------- | ------------------ | ------- | ------- | ----------------------- | ------ | ----- | ----- |
|                               | Gianni De Mori ✔️ Sindaco | 7 001                | 51,13              | 5 803   | 38,35   | Partito Democratico     | 2 976  | 21,73 | 6     |
| Italia dei Valori             | Gianni De Mori ✔️ Sindaco | 7 001                | 51,13              | 5 803   | 38,35   | 830                     | 6,06   | 1     |       |
| Sinistra Ecologia Libertà     | Gianni De Mori ✔️ Sindaco | 7 001                | 51,13              | 5 803   | 38,35   | 645                     | 4,71   | 1     |       |
| Chivasso Futura               | Gianni De Mori ✔️ Sindaco | 7 001                | 51,13              | 5 803   | 38,35   | 509                     | 3,72   | 1     |       |
| Moderati                      | Gianni De Mori ✔️ Sindaco | 7 001                | 51,13              | 5 803   | 38,35   | 265                     | 1,94   | –     |       |
| Chivasso Bene Comune          | Gianni De Mori ✔️ Sindaco | 7 001                | 51,13              | 5 803   | 38,35   | 247                     | 1,80   | –     |       |
|                               | Bruno Matola              | 6 692                | 48,87              | 7 054   | 46,62   | Il Popolo della Libertà | 3 666  | 26,77 | 3     |
| Per Chivasso con Matola       | Bruno Matola              | 6 692                | 48,87              | 7 054   | 46,62   | 2 059                   | 15,04  | 2     |       |
| Lega Nord                     | Bruno Matola              | 6 692                | 48,87              | 7 054   | 46,62   | 535                     | 3,91   | –     |       |
| Seggio di coalizione          | Seggio di coalizione      | Seggio di coalizione | 48,87              | 7 054   | 46,62   | 1                       |        |       |       |
|                               | Massimo Striglia          | Massimo Striglia     | Massimo Striglia   | 1 156   | 7,64    | Unione di Centro (A)    | 731    | 5,34  | –     |
| L'Alternativa c'è (B)         | Massimo Striglia          | Massimo Striglia     | Massimo Striglia   | 1 156   | 7,64    | 273                     | 1,99   | –     |       |
| Seggio di coalizione          | Seggio di coalizione      | Seggio di coalizione | Massimo Striglia   | 1 156   | 7,64    | 1                       |        |       |       |
|                               | Alessandro Vernero        | Alessandro Vernero   | Alessandro Vernero | 1 002   | 6,62    | Movimento 5 Stelle      | 872    | 6,37  | –     |
|                               | Nicola Bruzzese           | Nicola Bruzzese      | Nicola Bruzzese    | 116     | 0,77    | Progetto Chivasso       | 86     | 0,63  | –     |
| Totale                        | Totale                    | 13 693               | 100                | 15 131  | 100     |                         | 13 694 | 100   | 16    |
|                               |                           |                      |                    |         |         |                         |        |       |       |
| Fonte: Ministero dell'interno |                           |                      |                    |         |         |                         |        |       |       |

### Cirié
|                               | Francesco Brizio ✔️ Sindaco | 5 971                | 57,15 | Partito Democratico        | 2 561 | 27,39 | 6  |  |  |
| Lista Brizio per Cirié        | Francesco Brizio ✔️ Sindaco | 5 971                | 57,15 | 1 447                      | 15,47 | 3     |    |  |  |
| Unione di Centro              | Francesco Brizio ✔️ Sindaco | 5 971                | 57,15 | 878                        | 9,39  | 2     |    |  |  |
| Sinistra Ecologia Libertà     | Francesco Brizio ✔️ Sindaco | 5 971                | 57,15 | 368                        | 3,94  | –     |    |  |  |
| Italia dei Valori             | Francesco Brizio ✔️ Sindaco | 5 971                | 57,15 | 261                        | 2,79  | –     |    |  |  |
|                               | Aldo Buratto                | 3 397                | 32,51 | Il Popolo della Libertà    | 1 138 | 12,17 | 2  |  |  |
| Lega Nord                     | Aldo Buratto                | 3 397                | 32,51 | 935                        | 10,00 | 1     |    |  |  |
| Più Cirié                     | Aldo Buratto                | 3 397                | 32,51 | 823                        | 8,80  | 1     |    |  |  |
| Seggio di coalizione          | Seggio di coalizione        | Seggio di coalizione | 32,51 | 1                          |       |       |    |  |  |
|                               | Domenico Colacino           | 504                  | 4,82  | Movimento 5 Stelle         | 451   | 4,82  | –  |  |  |
|                               | Rosa Gattuso                | 303                  | 2,90  | Federazione della Sinistra | 245   | 2,62  | –  |  |  |
|                               | Giuseppe Braccioforte       | 150                  | 1,44  | Manipulite Cirié 2011      | 141   | 1,51  | –  |  |  |
|                               | Alessandro Ballauri         | 123                  | 1,18  | La Destra                  | 103   | 1,10  | –  |  |  |
| Totale                        | Totale                      | 10 448               | 100   |                            | 9 351 | 100   | 16 |  |  |
|                               |                             |                      |       |                            |       |       |    |  |  |
| Fonte: Ministero dell'interno |                             |                      |       |                            |       |       |    |  |  |

### Pinerolo
| Candidati                     | Candidati                   | II turno             | II turno           | I turno | I turno | Liste                      | Voti   | %     | Seggi |
| Candidati                     | Candidati                   | Voti                 | %                  | Voti    | %       | Liste                      | Voti   | %     | Seggi |
| ----------------------------- | --------------------------- | -------------------- | ------------------ | ------- | ------- | -------------------------- | ------ | ----- | ----- |
|                               | Eugenio Buttiero ✔️ Sindaco | 9 770                | 62,02              | 6 808   | 34,73   | Partito Democratico        | 3 901  | 22,99 | 10    |
| Moderati                      | Eugenio Buttiero ✔️ Sindaco | 9 770                | 62,02              | 6 808   | 34,73   | 1 067                      | 6,29   | 2     |       |
| Unione di Centro              | Eugenio Buttiero ✔️ Sindaco | 9 770                | 62,02              | 6 808   | 34,73   | 653                        | 3,85   | 1     |       |
| Italia dei Valori             | Eugenio Buttiero ✔️ Sindaco | 9 770                | 62,02              | 6 808   | 34,73   | 569                        | 3,35   | 1     |       |
|                               | Andrea Chiabrando           | 5 983                | 37,98              | 4 600   | 23,47   | Progetto per Pinerolo      | 1 971  | 11,61 | 2     |
| Il Popolo della Libertà       | Andrea Chiabrando           | 5 983                | 37,98              | 4 600   | 23,47   | 1 804                      | 10,63  | 1     |       |
| Seggio di coalizione          | Seggio di coalizione        | Seggio di coalizione | 37,98              | 4 600   | 23,47   | 1                          |        |       |       |
|                               | Paolo Covato                | Paolo Covato         | Paolo Covato       | 2 858   | 14,58   | Covato per Pinerolo        | 1 210  | 7,13  | 1     |
| Sinistra Ecologia Libertà     | Paolo Covato                | Paolo Covato         | Paolo Covato       | 2 858   | 14,58   | 954                        | 5,62   | –     |       |
| Ecologisti per Pinerolo       | Paolo Covato                | Paolo Covato         | Paolo Covato       | 2 858   | 14,58   | 210                        | 1,24   | –     |       |
| Seggio di coalizione          | Seggio di coalizione        | Seggio di coalizione | Paolo Covato       | 2 858   | 14,58   | 1                          |        |       |       |
|                               | Luca Salvai                 | Luca Salvai          | Luca Salvai        | 1 771   | 9,04    | Movimento 5 Stelle         | 1 510  | 8,90  | –     |
| Seggio di coalizione          | Seggio di coalizione        | Seggio di coalizione | Luca Salvai        | 1 771   | 9,04    | 1                          |        |       |       |
|                               | Gian Piero Clement          | Gian Piero Clement   | Gian Piero Clement | 1 377   | 7,03    | Federazione della Sinistra | 1 118  | 6,59  | –     |
| Seggio di coalizione          | Seggio di coalizione        | Seggio di coalizione | Gian Piero Clement | 1 377   | 7,03    | 1                          |        |       |       |
|                               | Piera Bessone               | Piera Bessone        | Piera Bessone      | 1 076   | 5,49    | Lega Nord                  | 947    | 5,58  | –     |
| Seggio di coalizione          | Seggio di coalizione        | Seggio di coalizione | Piera Bessone      | 1 076   | 5,49    | 1                          |        |       |       |
|                               | Francesco Camusso           | Francesco Camusso    | Francesco Camusso  | 837     | 4,27    | Pinerolo per Camusso       | 811    | 4,78  | –     |
| Seggio di coalizione          | Seggio di coalizione        | Seggio di coalizione | Francesco Camusso  | 837     | 4,27    | 1                          |        |       |       |
|                               | Francesco Baù               | Francesco Baù        | Francesco Baù      | 237     | 1,21    | Giovani Italiani           | 216    | 1,27  | –     |
|                               | Roberto Gremmo              | Roberto Gremmo       | Roberto Gremmo     | 36      | 0,18    | Piemont Libertà            | 29     | 0,17  | –     |
| Totale                        | Totale                      | 15 753               | 100                | 19 600  | 100     |                            | 16 970 | 100   | 24    |
|                               |                             |                      |                    |         |         |                            |        |       |       |
| Fonte: Ministero dell'interno |                             |                      |                    |         |         |                            |        |       |       |

### San Mauro Torinese
| Candidati                     | Candidati               | II turno             | II turno          | I turno | I turno | Liste                              | Voti  | %     | Seggi |
| Candidati                     | Candidati               | Voti                 | %                 | Voti    | %       | Liste                              | Voti  | %     | Seggi |
| ----------------------------- | ----------------------- | -------------------- | ----------------- | ------- | ------- | ---------------------------------- | ----- | ----- | ----- |
|                               | Ugo Dallolio ✔️ Sindaco | 5 002                | 55,15             | 2 670   | 23,51   | Partito Democratico                | 1 865 | 19,40 | 9     |
| Italia dei Valori             | Ugo Dallolio ✔️ Sindaco | 5 002                | 55,15             | 2 670   | 23,51   | 344                                | 3,58  | 1     |       |
| Moderati                      | Ugo Dallolio ✔️ Sindaco | 5 002                | 55,15             | 2 670   | 23,51   | 119                                | 1,24  | –     |       |
|                               | Roberto Olivero         | 4 067                | 44,85             | 3 567   | 31,41   | Il Popolo della Libertà            | 1 904 | 19,80 | 1     |
| San Mauro Domani              | Roberto Olivero         | 4 067                | 44,85             | 3 567   | 31,41   | 1 173                              | 12,20 | 1     |       |
| Seggio di coalizione          | Seggio di coalizione    | Seggio di coalizione | 44,85             | 3 567   | 31,41   | 1                                  |       |       |       |
|                               | Paola Antonetto         | Paola Antonetto      | Paola Antonetto   | 2 289   | 20,16   | Unione di Centro                   | 902   | 9,38  | 1     |
| Alternativa Democratica       | Paola Antonetto         | Paola Antonetto      | Paola Antonetto   | 2 289   | 20,16   | 427                                | 4,44  | –     |       |
| Alleanza Sanmaurese           | Paola Antonetto         | Paola Antonetto      | Paola Antonetto   | 2 289   | 20,16   | 218                                | 2,27  | –     |       |
| Noi per San Mauro             | Paola Antonetto         | Paola Antonetto      | Paola Antonetto   | 2 289   | 20,16   | 153                                | 1,59  | –     |       |
| Seggio di coalizione          | Seggio di coalizione    | Seggio di coalizione | Paola Antonetto   | 2 289   | 20,16   | 1                                  |       |       |       |
|                               | Simone Capobianco       | Simone Capobianco    | Simone Capobianco | 1 202   | 10,59   | Movimento 5 Stelle                 | 1 114 | 11,59 | –     |
| Seggio di coalizione          | Seggio di coalizione    | Seggio di coalizione | Simone Capobianco | 1 202   | 10,59   | 1                                  |       |       |       |
|                               | Alberto Cervetti        | Alberto Cervetti     | Alberto Cervetti  | 824     | 7,26    | Lega Nord                          | 709   | 7,37  | –     |
|                               | Bruno Bonino            | Bruno Bonino         | Bruno Bonino      | 697     | 6,14    | Sinistra per San Mauro (SEL - FdS) | 495   | 5,15  | –     |
| Ecologisti per San Mauro      | Bruno Bonino            | Bruno Bonino         | Bruno Bonino      | 697     | 6,14    | 118                                | 1,23  | –     |       |
|                               | Filippo Polito          | Filippo Polito       | Filippo Polito    | 106     | 0,93    | Futuro e Libertà                   | 73    | 0,76  | –     |
| Totale                        | Totale                  | 9 069                | 100               | 11 355  | 100     |                                    | 9 614 | 100   | 16    |
|                               |                         |                      |                   |         |         |                                    |       |       |       |
| Fonte: Ministero dell'interno |                         |                      |                   |         |         |                                    |       |       |       |

## Novara

### Novara
| Candidati                           | Candidati                 | II turno             | II turno            | I turno | I turno | Liste                   | Voti   | %     | Seggi |
| Candidati                           | Candidati                 | Voti                 | %                   | Voti    | %       | Liste                   | Voti   | %     | Seggi |
| ----------------------------------- | ------------------------- | -------------------- | ------------------- | ------- | ------- | ----------------------- | ------ | ----- | ----- |
|                                     | Andrea Ballarè ✔️ Sindaco | 24 516               | 52,91               | 16 658  | 31,20   | Partito Democratico     | 11 312 | 23,47 | 16    |
| Sinistra Ecologia Libertà           | Andrea Ballarè ✔️ Sindaco | 24 516               | 52,91               | 16 658  | 31,20   | 2 145                   | 4,45   | 3     |       |
| Federazione della Sinistra          | Andrea Ballarè ✔️ Sindaco | 24 516               | 52,91               | 16 658  | 31,20   | 696                     | 1,44   | –     |       |
| Pensionati e Invalidi               | Andrea Ballarè ✔️ Sindaco | 24 516               | 52,91               | 16 658  | 31,20   | 360                     | 0,75   | –     |       |
|                                     | Mauro Franzinelli         | 21 815               | 47,09               | 24 500  | 45,89   | Il Popolo della Libertà | 13 812 | 28,66 | 6     |
| Lega Nord                           | Mauro Franzinelli         | 21 815               | 47,09               | 24 500  | 45,89   | 9 430                   | 19,57  | 4     |       |
| Integrazione Solidarietà e Sviluppo | Mauro Franzinelli         | 21 815               | 47,09               | 24 500  | 45,89   | 240                     | 0,50   | –     |       |
| Seggio di coalizione                | Seggio di coalizione      | Seggio di coalizione | 47,09               | 24 500  | 45,89   | 1                       |        |       |       |
|                                     | Luca Zacchero             | Luca Zacchero        | Luca Zacchero       | 4 148   | 7,77    | Movimento 5 Stelle      | 3 597  | 7,46  | –     |
| Seggio di coalizione                | Seggio di coalizione      | Seggio di coalizione | Luca Zacchero       | 4 148   | 7,77    | 1                       |        |       |       |
|                                     | Antonio Pedrazzoli        | Antonio Pedrazzoli   | Antonio Pedrazzoli  | 3 923   | 7,35    | Unione di Centro        | 1 906  | 3,95  | –     |
| Futuro e Libertà                    | Antonio Pedrazzoli        | Antonio Pedrazzoli   | Antonio Pedrazzoli  | 3 923   | 7,35    | 1 318                   | 2,73   | –     |       |
| Partito Pensionati                  | Antonio Pedrazzoli        | Antonio Pedrazzoli   | Antonio Pedrazzoli  | 3 923   | 7,35    | 194                     | 0,40   | –     |       |
| Seggio di coalizione                | Seggio di coalizione      | Seggio di coalizione | Antonio Pedrazzoli  | 3 923   | 7,35    | 1                       |        |       |       |
|                                     | Giovanni Pace             | Giovanni Pace        | Giovanni Pace       | 1 578   | 2,96    | Italia dei Valori       | 1 377  | 2,86  | –     |
|                                     | Antonio Costa Barbè       | Antonio Costa Barbè  | Antonio Costa Barbè | 1 366   | 2,56    | Novara Davvero!         | 819    | 1,70  | –     |
|                                     | Rossana De Vita           | Rossana De Vita      | Rossana De Vita     | 930     | 1,74    | Giovani Idee            | 743    | 1,54  | –     |
|                                     | Luigi Torriani            | Luigi Torriani       | Luigi Torriani      | 284     | 0,53    | Democrazia Cristiana    | 247    | 0,51  | –     |
| Totale                              | Totale                    | 46 331               | 100                 | 53 387  | 100     |                         | 48 196 | 100   | 32    |
|                                     |                           |                      |                     |         |         |                         |        |       |       |
| Fonte: Ministero dell'interno       |                           |                      |                     |         |         |                         |        |       |       |

### Trecate
| Candidati                     | Candidati                   | II turno             | II turno            | I turno | I turno | Liste                         | Voti  | %     | Seggi |
| Candidati                     | Candidati                   | Voti                 | %                   | Voti    | %       | Liste                         | Voti  | %     | Seggi |
| ----------------------------- | --------------------------- | -------------------- | ------------------- | ------- | ------- | ----------------------------- | ----- | ----- | ----- |
|                               | Enrico Ruggerone ✔️ Sindaco | 4 572                | 53,20               | 3 607   | 35,71   | Partito Democratico           | 1 425 | 16,29 | 5     |
| Nel Cuore di Trecate          | Enrico Ruggerone ✔️ Sindaco | 4 572                | 53,20               | 3 607   | 35,71   | 1 178                         | 13,46 | 4     |       |
| Italia dei Valori             | Enrico Ruggerone ✔️ Sindaco | 4 572                | 53,20               | 3 607   | 35,71   | 303                           | 3,46  | 1     |       |
| Sinistra Trecatese            | Enrico Ruggerone ✔️ Sindaco | 4 572                | 53,20               | 3 607   | 35,71   | 179                           | 2,05  | –     |       |
| Pensionati e Invalidi         | Enrico Ruggerone ✔️ Sindaco | 4 572                | 53,20               | 3 607   | 35,71   | 48                            | 0,55  | –     |       |
|                               | Federico Binatti            | 4 022                | 46,80               | 2 132   | 21,10   | Binatti Sindaco               | 1 279 | 14,62 | 2     |
| Lista Giov@ni                 | Federico Binatti            | 4 022                | 46,80               | 2 132   | 21,10   | 223                           | 2,55  | –     |       |
| Democrazia Cristiana          | Federico Binatti            | 4 022                | 46,80               | 2 132   | 21,10   | 113                           | 1,29  | –     |       |
| La Destra                     | Federico Binatti            | 4 022                | 46,80               | 2 132   | 21,10   | 88                            | 1,01  | –     |       |
| Lega Padana Piemont           | Federico Binatti            | 4 022                | 46,80               | 2 132   | 21,10   | 85                            | 0,97  | –     |       |
| Partito Pensionati            | Federico Binatti            | 4 022                | 46,80               | 2 132   | 21,10   | 26                            | 0,30  | –     |       |
| Seggio di coalizione          | Seggio di coalizione        | Seggio di coalizione | 46,80               | 2 132   | 21,10   | 1                             |       |       |       |
|                               | Rossano Canetta             | Rossano Canetta      | Rossano Canetta     | 1 750   | 17,32   | Il Popolo della Libertà       | 1 015 | 11,60 | 1     |
| Canetta Sindaco               | Rossano Canetta             | Rossano Canetta      | Rossano Canetta     | 1 750   | 17,32   | 425                           | 4,86  | –     |       |
| Rinascita Trecatese           | Rossano Canetta             | Rossano Canetta      | Rossano Canetta     | 1 750   | 17,32   | 200                           | 2,29  | –     |       |
| Seggio di coalizione          | Seggio di coalizione        | Seggio di coalizione | Rossano Canetta     | 1 750   | 17,32   | 1                             |       |       |       |
|                               | Graziella Nestasio          | Graziella Nestasio   | Graziella Nestasio  | 1 044   | 10,33   | Lega Nord                     | 883   | 10,09 | –     |
| Seggio di coalizione          | Seggio di coalizione        | Seggio di coalizione | Graziella Nestasio  | 1 044   | 10,33   | 1                             |       |       |       |
|                               | Giancarlo Rosina            | Giancarlo Rosina     | Giancarlo Rosina    | 623     | 6,17    | Io Amo l'Italia (A)           | 275   | 3,14  | –     |
| Svolta Trecatese (B)          | Giancarlo Rosina            | Giancarlo Rosina     | Giancarlo Rosina    | 623     | 6,17    | 181                           | 2,07  | –     |       |
|                               | Gianfranco Tacchino         | Gianfranco Tacchino  | Gianfranco Tacchino | 365     | 3,61    | Tacchino Sindaco              | 335   | 3,83  | –     |
|                               | Vincenzo Guarino            | Vincenzo Guarino     | Vincenzo Guarino    | 326     | 3,23    | Gruppo Indipendente Trecatese | 305   | 3,49  | –     |
|                               | Roberto Almasio             | Roberto Almasio      | Roberto Almasio     | 255     | 2,52    | Unione di Centro              | 102   | 1,17  | –     |
| Futuro e Libertà              | Roberto Almasio             | Roberto Almasio      | Roberto Almasio     | 255     | 2,52    | 82                            | 0,94  | –     |       |
| Totale                        | Totale                      | 8 594                | 100                 | 10 102  | 100     |                               | 8 750 | 100   | 16    |
|                               |                             |                      |                     |         |         |                               |       |       |       |
| Fonte: Ministero dell'interno |                             |                      |                     |         |         |                               |       |       |       |

## Verbano-Cusio-Ossola

### Domodossola
| Candidati                             | Candidati                   | II turno             | II turno          | I turno | I turno | Liste                   | Voti  | %     | Seggi |
| Candidati                             | Candidati                   | Voti                 | %                 | Voti    | %       | Liste                   | Voti  | %     | Seggi |
| ------------------------------------- | --------------------------- | -------------------- | ----------------- | ------- | ------- | ----------------------- | ----- | ----- | ----- |
|                                       | Mariano Cattrini ✔️ Sindaco | 4 860                | 54,57             | 3 731   | 35,65   | Partito Democratico     | 1 834 | 19,59 | 7     |
| Mariano Cattrini Sindaco              | Mariano Cattrini ✔️ Sindaco | 4 860                | 54,57             | 3 731   | 35,65   | 472                     | 5,04  | 1     |       |
| Gli Amici di Domo                     | Mariano Cattrini ✔️ Sindaco | 4 860                | 54,57             | 3 731   | 35,65   | 354                     | 3,78  | 1     |       |
| Sinistra Unita (SEL - FdS)            | Mariano Cattrini ✔️ Sindaco | 4 860                | 54,57             | 3 731   | 35,65   | 347                     | 3,71  | 1     |       |
| Italia dei Valori                     | Mariano Cattrini ✔️ Sindaco | 4 860                | 54,57             | 3 731   | 35,65   | 181                     | 1,93  | –     |       |
|                                       | Riccardo Galvani            | 4 046                | 45,43             | 4 069   | 38,88   | Il Popolo della Libertà | 2 383 | 25,45 | 3     |
| Lega Nord                             | Riccardo Galvani            | 4 046                | 45,43             | 4 069   | 38,88   | 1 552                   | 16,58 | 1     |       |
| Seggio di coalizione                  | Seggio di coalizione        | Seggio di coalizione | 45,43             | 4 069   | 38,88   | 1                       |       |       |       |
|                                       | Daniele Folino              | Daniele Folino       | Daniele Folino    | 1 068   | 10,20   | Futuro e Libertà        | 482   | 5,15  | –     |
| Domo Cultura                          | Daniele Folino              | Daniele Folino       | Daniele Folino    | 1 068   | 10,20   | 207                     | 2,21  | –     |       |
| Unione di Centro                      | Daniele Folino              | Daniele Folino       | Daniele Folino    | 1 068   | 10,20   | 188                     | 2,01  | –     |       |
| Movimento per l'Autonomia dell'Ossola | Daniele Folino              | Daniele Folino       | Daniele Folino    | 1 068   | 10,20   | 134                     | 1,43  | –     |       |
| Seggio di coalizione                  | Seggio di coalizione        | Seggio di coalizione | Daniele Folino    | 1 068   | 10,20   | 1                       |       |       |       |
|                                       | Giuseppe Sterpone           | Giuseppe Sterpone    | Giuseppe Sterpone | 736     | 7,03    | Impegno per Domodossola | 552   | 5,90  | –     |
|                                       | Angelo Di Paola             | Angelo Di Paola      | Angelo Di Paola   | 541     | 5,17    | Movimento 5 Stelle      | 445   | 4,75  | –     |
|                                       | Rocco Cento                 | Rocco Cento          | Rocco Cento       | 321     | 3,07    | Rocco Cento Sindaco     | 231   | 2,47  | –     |
| Totale                                | Totale                      | 8 906                | 100               | 10 466  | 100     |                         | 9 362 | 100   | 16    |
|                                       |                             |                      |                   |         |         |                         |       |       |       |
| Fonte: Ministero dell'interno         |                             |                      |                   |         |         |                         |       |       |       |